# Condado de Phillips (Arkansas)
El condado de Phillips (en inglés: Phillips County), fundado en 1820, es un condado del estado estadounidense de Arkansas. En el año 2000 tenía una población de 26 445 habitantes con una densidad poblacional de 14.74 personas por km². La sede del condado es Helena-West Helena.

## Geografía
Según la Oficina del Censo, el condado tiene un área total de 1883 km² (727 mi²), de la cual 1795 km² (693,1 mi²) es tierra y 91 km² (35,1 mi²) es agua.

### Condados adyacentes
- Condado de Lee (norte)
- Condado de Tunica, Misisipi  (noreste)
- Condado de Coahoma, Misisipi (este)
- Condado de Bolívar, Misisipi (sureste)
- Condado de Desha (sur)
- Condado de Arkansas (suroeste)
- Condado de Monroe (noroeste)

### Ciudades y pueblos
- Elaine
- Helena-West Helena
- Lake View
- Lexa
- Marvell
- Modoc (área no incorporada)
- Poplar Grove (área no incorporada)

## Carreteras principales
- U.S. Highway 49
- Carretera 1
- Carretera 39
- Carretera 85